# Vilém Dlabola
Vilém Dlabola (28. října 1865 Vrchlabí – 9. března 1937 Chvalkovice u Náchoda) byl český textilní podnikatel, průmyslník, politik a mecenáš. Vlastnil bělidlo ve východočeských Chvalkovicích, které bylo po jistou dobu největším podnikem svého druhu v Rakousku-Uhersku.

## Život

### Mládí
Narodil se ve Vrchlabí do rodiny továrního mistra. Od mládí pracoval v podkrkonošském textilním průmyslu, pracovní zkušenosti sbíral mimo rodný kraj, poté se vrátil zpět do Podkrkonoší. Pracoval v továrně v Hájích nad Jizerou nedaleko Semil, kde se díky svému zápalu a píli v pětadvaceti letech vypracoval na manažerskou pozici.

### Podnikání
V roce 1892 se z Chvalkovic u Náchoda odstěhoval poslední dvorní správce místního bělidla Hönig. Dlabola si bělidlo pronajal a začal jej samostatně podnikatelsky provozovat. Podnik začal s pouhými dvaceti zaměstnanci, ale o tři roky později koupil celé bělidlo za 17 000 zlatých. Zakoupil moderní stroje v Berlíně a podstatně rozšířil výrobu. Firma zdárně prosperovala, přikoupen byl posléze rovněž mandl a továrna se stala největší bělírnou a čistírnou bavlněného zboží v Rakousku-Uhersku. Před první světovou válkou měla továrna již přes tři sta zaměstnanců a pracovalo se zde ve dvou směnách. V té době vlastnil závod jako jeden z prvních v kraji také nákladní automobil. Dlabola byl posléze jmenován tehdejším nejmladším obchodním poradcem a stal se zakládajícím členem Českého svazu textilního průmyslu. V roce 1924 bylo v jeho továrně zaměstnáno 127 mužů a 76 žen.

### Veřejná a politická činnost

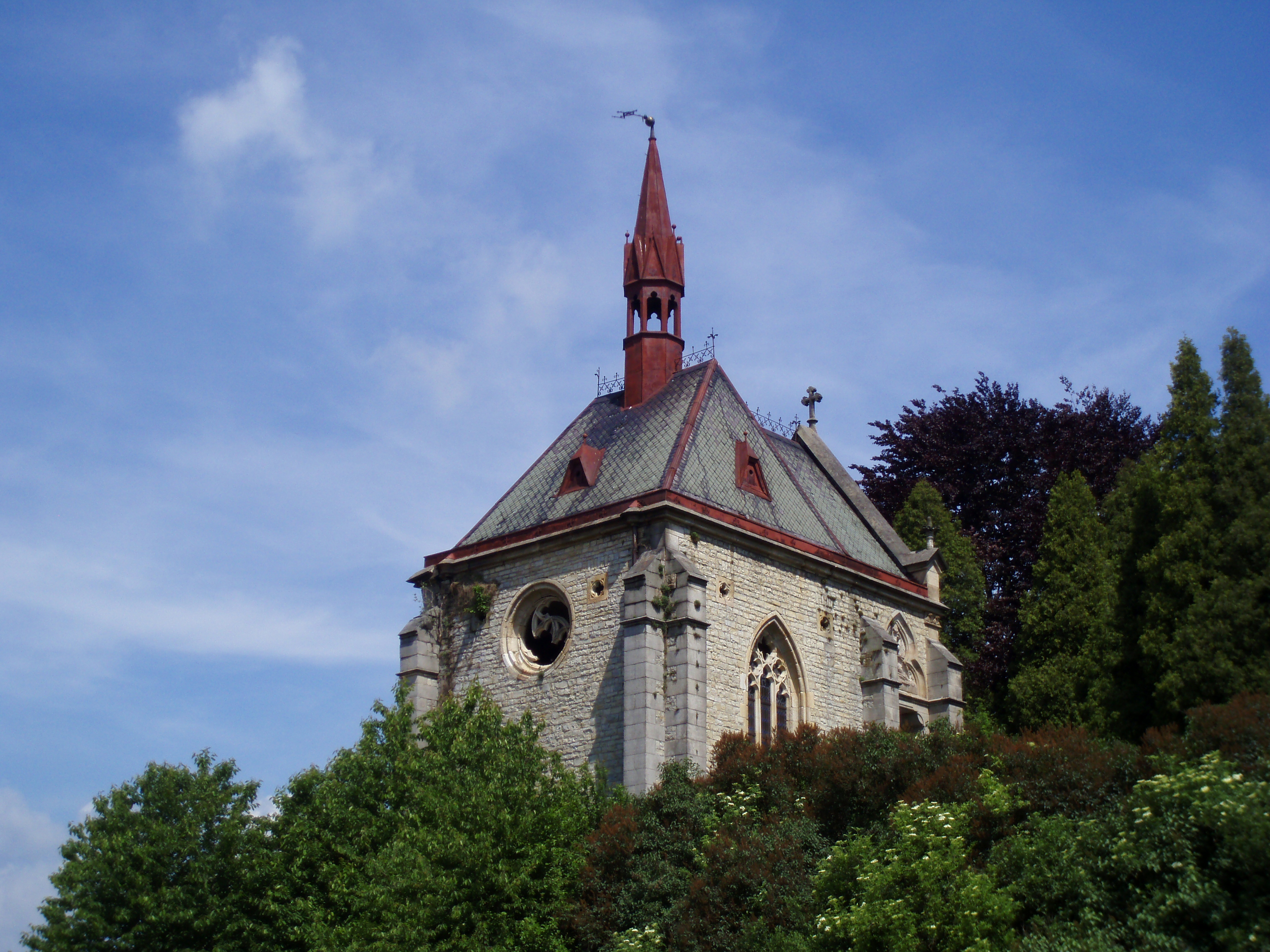
Rodinná kaplová hrobka na hřbitově v Chvalkovicích

Vedle své činnosti se stal výraznou osobností nejen místního veřejného a společenského života: mj. byl předsedou místní organizace Československé národní demokracie, v československých komunálních volbách roku 1923 byl zvolen starostou Chvalkovic, kterým se stal roku 1924. Na rozvoji a zkrášlení obce se velkou měrou podílel, i formou darovaných prostředků. Zakoupil rybník a lesy kolem továrny, na jaře 1926 potom koupil za 40 000 korun značně zpustlý chvalkovický zámek i s rozsáhlou zahradou. Zámek následně prošel důkladnou a nákladnou rekonstrukcí. V témže roce byl zahájen jím spoluiniciovaný projekt vodovodu pro celou oblast, včetně města Jaroměř.
Ve volbách roku 1927 byl znovu zvolen starostou Chvalkovic. Dne 19. srpna 1929 navštívil jeho továrnu osobně ministr obchodu Ladislav Novák. V roce 1931 postavil v Černém Potoku veřejné koupaliště, které využívali lidé z celého kraje. O tři roky později byl jednomyslně zvolen předsedou Svazu československých textilních průmyslníků.

### Úmrtí
Vilém Dlabola zemřel 9. března 1937 ve Chvalkovicích. Pohřben byl v majestátní novogotické rodinné kaplové hrobce na chvalkovickém hřbitově, která zároveň slouží jako hřbitovní kaple.